# 紫花金盏苣苔
紫花金盏苣苔（学名：Isometrum lancifolium var. lancifolium）为苦苣苔科金盏苣苔属下的一个变种。

## 扩展阅读
- 維基物種上的相關：紫花金盏苣苔